# Höchst (Vorarlberg)

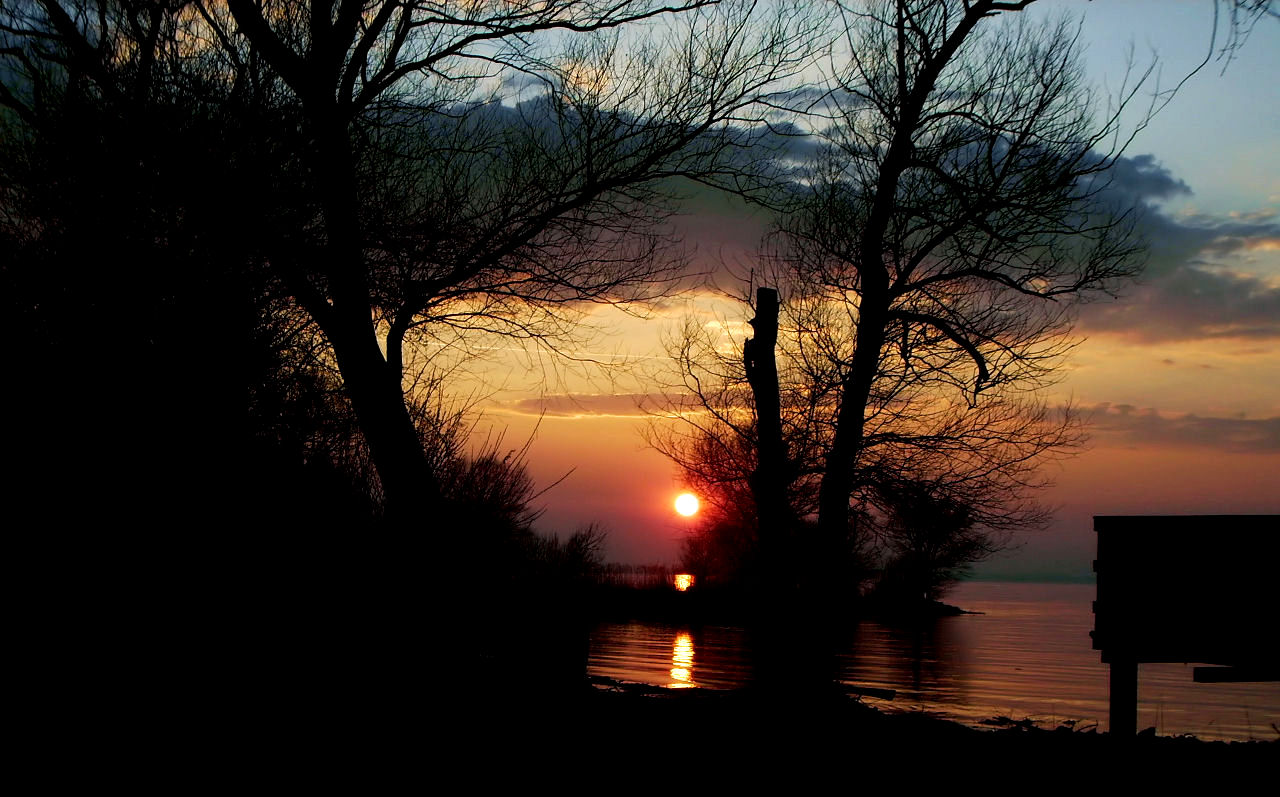
Naturschutzgebiet Rheindelta bei Höchst

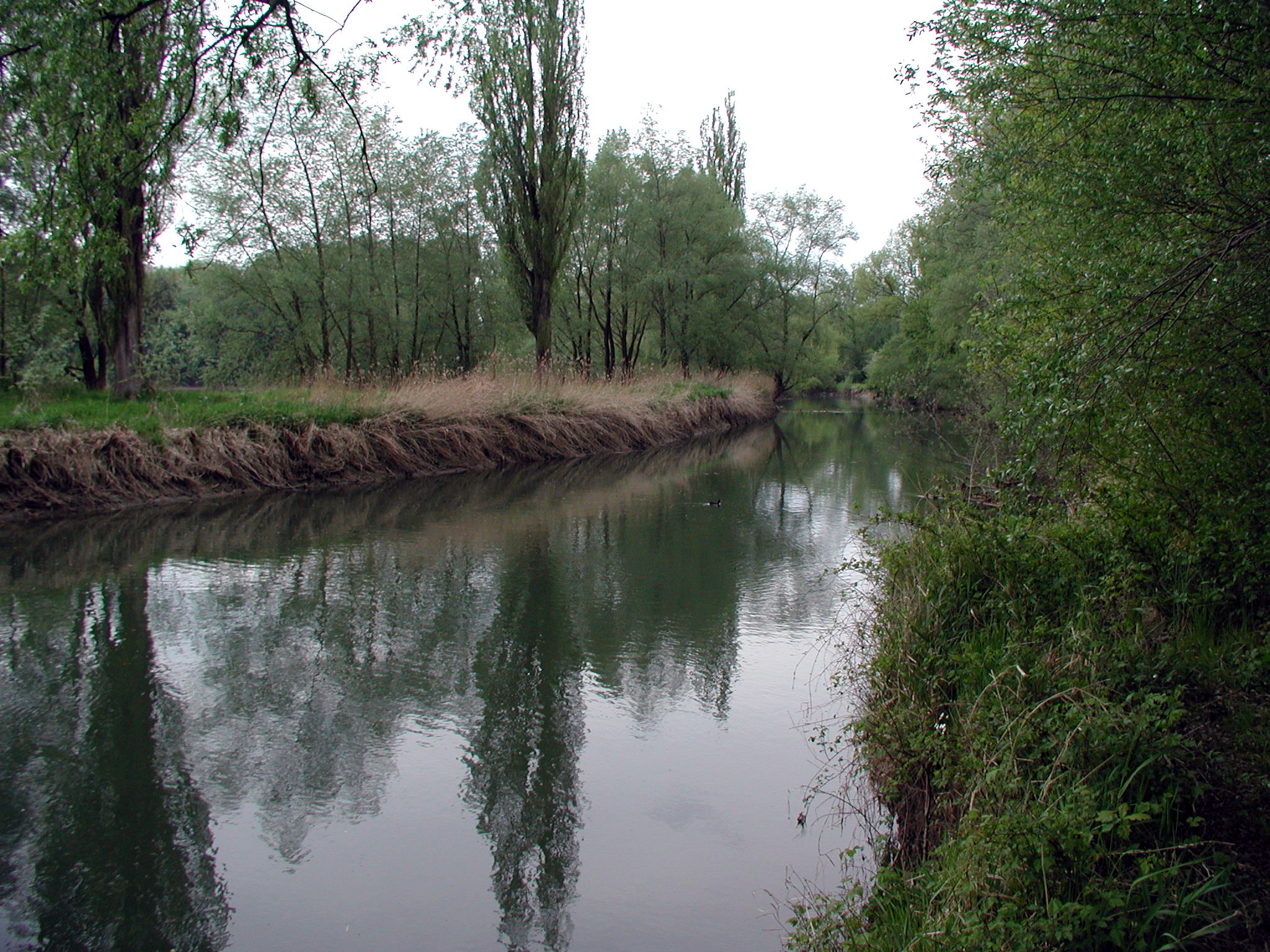
„Alter Rhein“ bei Höchst

Höchst ist eine Gemeinde in Österreich in Vorarlberg im Bezirk Bregenz mit 8566 Einwohnern (Stand 1. Jänner 2025).

## Geographie
Höchst liegt im westlichsten Bundesland Österreichs, Vorarlberg, im Bezirk Bregenz südlich des Bodensees auf 403 Metern Höhe und ist somit eine der westlichsten Gemeinden Österreichs. Der Ortskern liegt am nördlichen Ufer des Alten Rheins, der hier die Staatsgrenze markiert. Unmittelbar gegenüber am südlichen Ufer schließt sich das Ortszentrum der Schweizer Gemeinde St. Margrethen an.
Durch die spezielle Lage im Rheindelta sowie die Nähe zum Bodensee sind klimatische und geografische Unterschiede zum restlichen Vorarlberg gegeben. Im Winter reguliert der Bodensee als Wärmespeicher die Temperaturen am Tag sowie in der Nacht ausgleichend. Im Winter sinken sie dadurch nicht so schnell und stark wie zum Beispiel im nur etwa 10½ km entfernten Dornbirn.
In den Höchster Kirchenmatrikeln werden um das Jahr 1900 die Ortsteile Brugg, Birkenfeld, Oberdorf, Kirchdorf und Sanddorf aufgeführt. Durch den Siedlungsbau nach dem Zweiten Weltkrieg wuchsen diese Ortsteile allmählich zusammen, wodurch die einst klaren Grenzen zunehmend verschwanden. Dieser Prozess wurde zusätzlich durch die spätere Einteilung in vier Wahlsprengel verstärkt – eine Aufteilung, die keinerlei Rücksicht auf die historischen Gegebenheiten nahm, weshalb das Wissen über die ursprünglichen Namen und die Einteilung dieser Ortsteile immer mehr in Vergessenheit gerät.
Der Ortskern der Gemeinde Höchst liegt im Süden der gesamten Fläche von 20,15 km², wovon 1,4 % bewaldet und 150 ha Streuwiesen unter Naturschutz gestellt sind. Dadurch sind die Häuser der Gemeinde von Hochwasser weniger betroffen als die Gemeinden Hard und Bregenz, die direkt am Bodensee bebaut sind. Bei einem Hochwasser wird in Höchst das im Norden gelegene Europaschutzgebiet Rheindelta sowie Teile der landwirtschaftlichen Flächen überflutet (z. B. Hochwasser 1999).

### Gliederung
Es existieren keine Katastralgemeinden in Höchst. Zusammen mit Fußach und Gaißau bildet Höchst das von allen Seiten mit Wasser umgebene Rheindelta, im Osten an den Rhein, im Süden an den Alten Rhein und im Westen und Norden an den Bodensee bzw. die Nachbargemeinden Gaißau und Fußach grenzend. Das Europaschutzgebiet Rheindelta ist ein äußerst wichtiges Vogelschutzgebiet in Europa und ein bedeutendes Feuchtgebiet nach der Ramsar-Konvention. Es ist als Natura-2000-Gebiet nach der EU-Vogelschutzrichtlinie und FFH-Richtlinie unter Schutz gestellt. Bis heute wurden hier über 330 Vogelarten und 70 Libellenarten beobachtet.
Auch ist eine Vielzahl seltener Pflanzen- und Kleintierarten in Höchst beheimatet, wovon manche europaweit bedroht sind.

### Nachbargemeinden
|            |                                             |        |
| Gaißau     | Kompassrose, die auf Nachbargemeinden zeigt | Fußach |
| St. Gallen | Lustenau (DO)                               |        |

## Geschichte
Erste urkundliche Nennung am 19. Juni 805 von Höchst: Cundradat schenkt dem Kloster St. Gallen aus Sorge um sein eigenes Seelenheil und das Schicksal seines Sohnes seinen Besitz zu „Hostadio“ (Höchst); er knüpft an die Schenkung allerdings die Bedingung, dass sein Sohn Albini sein Leben lang im Kloster versorgt wird und in den Orden eintreten darf, wenn er sich dessen als würdig erweist.
Im Jahre 881 eine urkundliche Erwähnung als „Hostetharro marcha“ (die Mark der Höchster). Die Höchster Mark umfasste Höchst, St. Margrethen, Fußach über Gaißau bis hinauf nach Walzenhausen und erstreckte sich weiter bis zur Grenze von Thal.
Auf der Durchreise nach Rom weilte Kaiser Otto II. (HRR) am 29. Oktober 980 in „Hochstedi“ (Höchst). Auf Bitten seiner Gattin Theophanu und des Abtes Immo verzichtete der Kaiser auf alle öffentlichen Abgaben und Ansprüche, die seine Beamten gegen Klosterbesitzungen gemacht hatten.
Nachdem der Mannesstamm der Udalrichinger um das Jahr 1150 erlosch, ging ein Teil des Erbes mit Höchst durch Ehe an das Adelsgeschlecht der Montforter über. Das Gebiet splitterte sich in den nächsten Jahrhunderten durch Erbteilungen laufend auf, wobei Höchst dem Grafen von Montfort-Feldkirch unterstand.
Aus dieser Zeit begründet sich auch die jahrhundertelange Beziehung von Höchst zu Feldkirch. Der kinderlose Graf Rudolf V von Montfort verkaufte jedoch am 22. Mai 1375 die Grafschaft Feldkirch, das Landgericht Rankweil, den Hinteren Bregenzerwald, Dornbirn und Höchst-Fußach um 30.000 Gulden an den Herzog Leopold III von Österreich. Bei diesem Verkauf wird auch der Ortsteil Birnbaum, genannt „Gut ze Birboum“, erwähnt, der sich am unteren Lochsee befand und letztmalig 1375 urkundlich erwähnt wurde. Dieser Ortsteil ist inzwischen abgegangen, und trotz archäologischer Untersuchungen konnte seine genaue Lage bis heute nicht gefunden werden.
Graf Rudolf V von Montfort durfte aber sein Land bis zu seinem Ableben 1390 als habsburgischer Vogt verwalten und gewährte den bekannten Feldkircher Freiheitsbrief. Den Gotteshausleuten zu Höchst und Fußach aber erließ er eine Art Erbschaftssteuer. Wie schon beschrieben war Höchst ein sehr altes St. Gallener Lehen.
Es war ein Doppeldorf, welches linksrheinisch aus St. Margrethen-Höchst und rechtsrheinisch aus St. Johann-Höchst bestand. Obwohl die rechtsrheinischen Gebiete der Habsburger Landeshoheit unterstanden, regierte der Abt von St. Gallen bis ins 15. Jahrhundert fast alleine. Dies änderte sich erst, als das Adelsgeschlecht der Toggenburger im Jahre 1417 die Grafschaft Feldkirch incl. Höchst als Pfandschaft erhielten und die damalige Schwäche des Klosters ausnützten. Erst am 30. März 1473 konnte ein Vertragsabschluss zwischen der Habsburger Seite, geführt von dem Feldkircher Vogt, und dem Kloster St. Gallen erzielt werden, die die gegenseitigen Rechte und Pflichten regelte.
Durch die entstehende Eidgenossenschaft wurde der Rhein jedoch immer mehr zur Grenze, weshalb sich St. Margrethen kirchlich zwischen den Jahren 1498 und 1516 und politisch im Jahre 1612 abspaltete. Trotzdem konnte das Kloster St. Gallen seine Rechte auch rechtsrheinisch behaupten, was die Höchster zu nutzen wussten, als zum Beispiel im Dreißigjährigen Krieg die Schweden am 4. Jänner 1647 die nördlichen Verteidigungslinien von Vorarlberg durchbrachen und plündernd und brandschatzend durchs Land zogen und dabei auch Höchst nicht verschonten. Die schwedische Artillerie wurde in Höchst einquartiert und es mussten Brandschatzungen bezahlt werden.
Da diese Kontributionen aber ausständig waren, wurde bereits die Exekution angedroht. Jedoch setzte sich das Kloster von St. Gallen für Höchst ein und so konnte beim schwedischen Oberkommandierenden Gustav Wrangel die offene Zahlung von 1000 auf 600 Reichstaler herabgesetzt werden. Diese Verbindung zum Kloster St. Gallen blieb bis zu ihrer Auflösung 1798 aufrecht. Fußach wurde zwar bereits im Jahre 1690 eine eigenständige Pfarre, politisch blieb das Gericht Höchst-Fußach jedoch weiterhin bestehen.
Die Habsburger regierten die Orte in Vorarlberg wechselnd von Tirol und Vorderösterreich (Freiburg im Breisgau) aus. Erst nach einem weiteren verlorenen Krieg, diesmal gegen Frankreich, und dem darauffolgenden Preßburger Frieden 1805, wurde Vorarlberg an Napoleons Verbündeten, Bayern, abgetreten, wobei es nachfolgend zu modern-zentralistischen Reformen kam und im Jahre 1806 das Gericht Höchst-Fußach dem Landgericht Dornbirn zugewiesen und die politische Trennung zwischen St. Johann-Höchst und Fußach 1810 vollzogen wurde. Ab 1814 gehörte der Ort dann wieder zu Österreich. Zum österreichischen Bundesland Vorarlberg gehört Höchst seit der Gründung 1861.
Eine weitere politische Änderung nach der Abschaffung der Monarchie in den Jahren 1918/19 ergab sich ab dem 1. Jänner 1930, als aus verkehrstechnischen Gründen die Rheintalgemeinden der Bezirkshauptmannschaft Bregenz und dem Bezirksgericht Bregenz zugeteilt wurden. Bis zu diesem Zeitpunkt waren für die Gemeinden Fußach, Gaißau und Höchst die Bezirkshauptmannschaft Feldkirch und das Bezirksgericht Dornbirn zuständig.
Nach dem Anschluss von Österreich an das Deutsche Reich wurden auf Grundlage der §§ 4 und 5 der Deutschen Gemeindeverordnung ex 1935 die Gemeinden Höchst (2400 Ew.), Fussach (600 Ew.) und Gaissau (500 Ew.) per 30. September 1938 zur neuen Gemeinde mit Namen Rheinau vereinigt. Dieser Zusammenschluss wurde jedoch nach Volksabstimmungen in den betroffenen Orten von der Vorarlberger Landesregierung am 31. Dezember 1946 wieder außer Kraft gesetzt.
Der Ort war 1945 bis 1955 Teil der französischen Besatzungszone in Österreich.

### Bevölkerungsentwicklung
Der Ausländeranteil lag Ende 2002 bei 14,6 Prozent.
Die Bevölkerungszunahme seit 1981 erfolgt vor allem durch eine stark positive Geburtenbilanz. Die Wanderungsbilanz war von 1981 bis 1990 noch negativ, seit 1991 überwiegt jedoch die Zuwanderung.

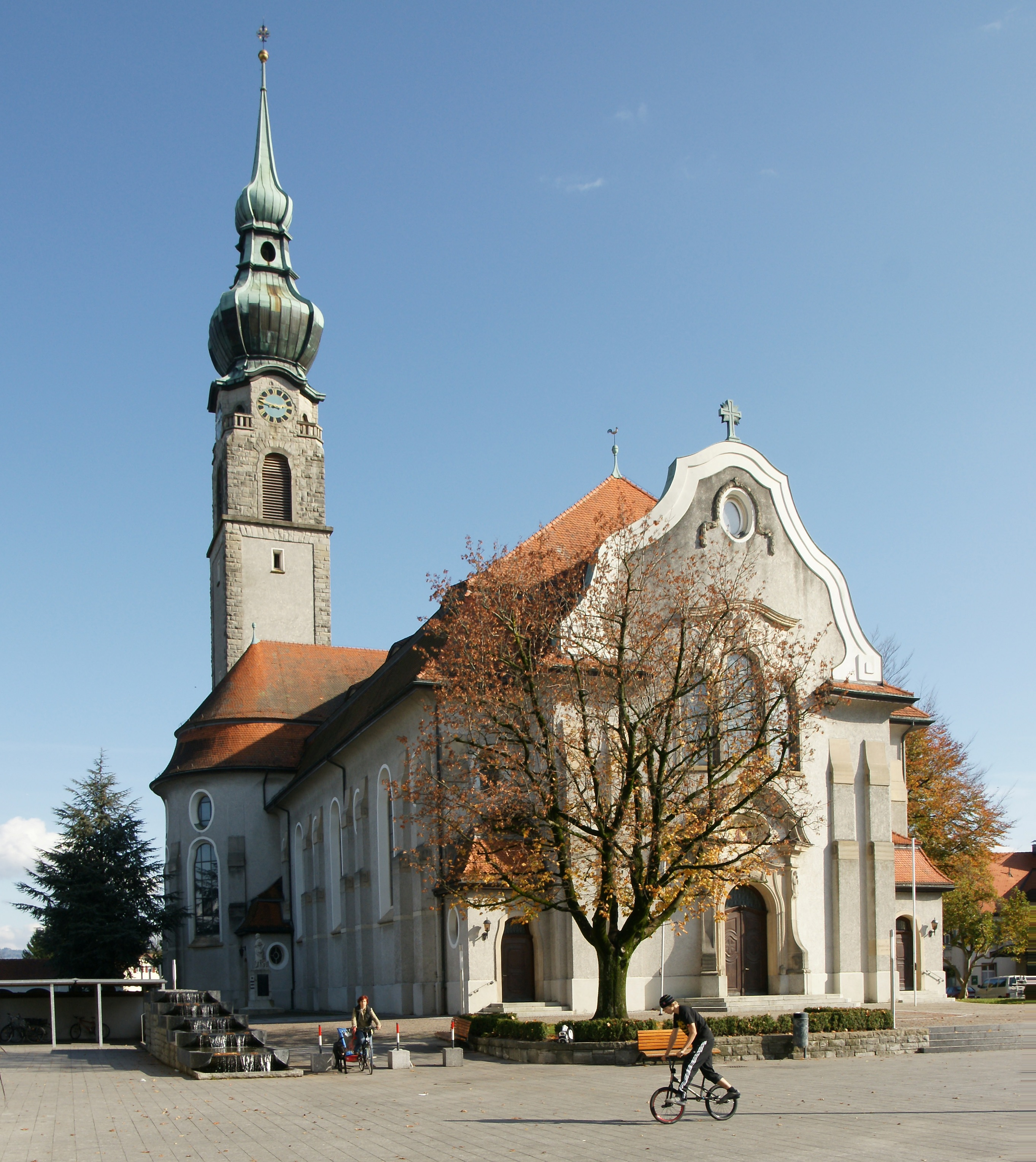
Pfarrkirche Höchst

## Kultur und Sehenswürdigkeiten

### Bauwerke
- Katholische Pfarrkirche Höchst

Unmittelbar nach dem Beginn des 20. Jahrhunderts wurden die meisten Kirchen in Vorarlberg von Schweizer Architekten gebaut – die auf den heiligen Johannes der Täufer geweihte Pfarrkirche hier von Albert Rimli. Diese Architekten vertraten meist eine Spielart des Historismus. Die moderneren, wie Rimli, versuchten eine Weiterführung barocker Ideen und kamen manchmal zu erstaunlichen Neuformulierungen. Das Interessante an dieser Kirche ist die Verbindung von Barock und Jugendstil.
Der mit 81 Metern höchste Kirchturm Vorarlbergs beherbergt seit dem Jahre 2005 ein großes, siebenstimmiges Geläut der Karlsruher Glockengießerei Bachert (Disposition: as0–c1–es1–f1–as1–b1–c2), das jeden Samstagabend um 17:00 Uhr zum Einläuten des Sonntags erklingt. Freitags um 15:00 Uhr kündet die große Christusglocke vom Tod Christi am Kreuz.

### Vereine
In Höchst sind über 70 Vereine registriert. Die zwei bekanntesten sind wohl der FC Höchst, dessen Kampfmannschaft seit dieser Saison wieder in der Regionalliga West spielt, sowie der RC Mazda Hagspiel Höchst, der im Radball und Kunstrad international erfolgreich ist.

## Wirtschaft und Infrastruktur
Am Ort gab es im Jahr 2003 154 Betriebe der gewerblichen Wirtschaft mit 4144 Beschäftigten und 273 Lehrlingen. Lohnsteuerpflichtige Erwerbstätige gab es 2.811. Landwirtschaft spielt eine wichtige Rolle. Der Anteil der landwirtschaftlichen Flächen an der Gesamtfläche liegt bei 52,1 %.

### Unternehmen
- Julius Blum GmbH
- Grass GmbH der Würth-Gruppe

### Verkehr
- Straße: Die stark befahrene Schweizer Straße L 202 führt von Bregenz über Höchst zur Schweizer Grenze.

### Bildung
Im Ort gibt es (Stand Jänner 2003) 880 Schüler, die zwei Volksschulen (Unterdorf und Kirchdorf) und eine Hauptschule besuchen. In Höchst gibt es zudem drei Kindergärten.

## Politik

### Gemeindevertretung
In Vorarlberg wählen die Bürger alle fünf Jahre die Mitglieder der Gemeindevertretung durch Ankreuzen eines Listen-Wahlvorschlages bzw. durch Mehrheitswahl wenn kein Listenvorschlag vorliegt. Weiters den Bürgermeister durch Ankreuzen eines Wahlvorschlages.
Die Gemeindevertretung wählt in der konstituierenden Sitzung aus ihrer Mitte – sofern keine Wahl durch die Bürger zustande kam – gemäß § 61 Gemeindegesetz einen Bürgermeister und dann einen mindestens dreiköpfigen Gemeindevorstand. Die Zahl dieser „Gemeinderäte“ darf aber gemäß § 55 den vierten Teil der Zahl der Gemeindevertreter nicht übersteigen.
Der Bürgermeister führt den Vorsitz bei den generell öffentlichen Sitzungen der Gemeindevertretung, in denen kommunale Belange besprochen und Beschlüsse gefasst werden. Beobachter haben kein Mitspracherecht und kein Stimmrecht. Die Gemeindevertretung kann nach Bedarf Ausschüsse bestellen. Sitzungen des Gemeindevorstandes und der Ausschüsse sind nicht öffentlich.

#### Sitzverteilung nach den Wahlen
- Gemeindevertretungswahlen 1985: ÖVP 19, Höchster Bürgerliste 4, SPÖ 4.[17]
- Gemeindevertretungswahlen 1990: ÖVP 16, Höchste Zeit 6, FPÖ 3, SPÖ 2.[18]
- Gemeindevertretungswahlen 1995: ÖVP 15, FPÖ 6, Höchste Zeit 5, SPÖ 1.[19]
- Gemeindevertretungswahlen 2000: ÖVP 14, FPÖ 6, Höchste Zeit 5, SPÖ 2.[20]
- Gemeindevertretungswahlen 2005: ÖVP 16, Höchste Zeit 6, FPÖ 3, SPÖ 2.[21]
- Gemeindevertretungswahlen 2010: ÖVP 14, Höchste Zeit 6, FPÖ 6, SPÖ 1.[22]
- Gemeindevertretungswahlen 2015: ÖVP 16, FPÖ 6, Höchste Zeit 5.[23]
- Gemeindevertretungswahlen 2020: ÖVP 15, Höchste Zeit & GRÜNE 7, FPÖ 4, NEOS 1.[24]
- Gemeindevertretungswahlen 2025: Höchste Zeit & GRÜNE 15, ÖVP 8, FPÖ 7.[25]

### Bürgermeister
- 1850–1853 Franz Karl* Schneider (geb. 1800; vlg. Fabrikants)[26]
- 1853–1859 Ferdinand Schneider (1812–1875; vlg. Graujoses)
- 1859–1861 Ulrich Schneider (vlg. Zollers)
- 1862–1867 Ferdinand Schneider (1812–1875; vlg. Graujoses)
- 1867–1872 Karl Leopold* Schneider (1830–1904; vlg. Frabikants)[26]
- 1872–1873 Johann Baptist Helbok (1822–1900; vlg. Grüschhändlers)[26]
- 1873–1875 Ferdinand Schneider (1812–1875)
- 1875–1876 Karl Leopold* Schneider (1830–1904; vlg. Fabrikants)[26]
- 1876–1889 Franz Josef Schneider (1842–1889; Katholisch-konservativ; vlg. Graujosers)[26]
- 1889–1909 Johann Baptist Leander* Schneider (1850–1922; Liberal)[26]
- 1909–1931 Robert Schneider (1868–1945; CSP; vlg. Josers)
- 1931–1938 Otto Nagel (1879–1952; CSP, VF; vlg. Beckobendikters)[27]  Anmerkung 1
- 1938–1945 Willi Wolff (1899–1959; NSDAP) (als Bürgermeister von Rheinau)[27][28]  Anmerkung 1
- 1945–1946 Otto Nagel (1879–1952; vlg. Beckobendikters) (als Bürgermeister von Rheinau)[27][29]  Anmerkung 1
- 1947–1950 Otto Nagel (1879–1952; ÖVP; vlg. Beckobendikters)[27][29]  Anmerkung 1,  Anmerkung 2
- 1950–1960 Rudolf Schneider (1897–1966; vlg. des Robert Josers; ÖVP)[29][30]  Anmerkung 2
- 1960–1973 Kuno Schobel (1913–1973; vlg. Brösler´s; ÖVP)[29][31]
- 1973–1987 Franz Grabherr (1925–2018; vlg. des Otto Schniederseppes; ÖVP)[29][31]
- 1988–2013 Werner Schneider (1951–2024; ÖVP)[29]
- 2013–2022 Herbert Sparr[32]
- seit 2022 Stefan Übelhör (Höchste Zeit und Die Grünen)[33]

Anmerkung 1 Die neuen NS-Machthaber legten mit dem Gebietsänderungsgesetz vom 18. Oktober 1938 die Gemeinden Fußach, Höchst und Gaißau zur neuen Gemeinde Rheinau zusammen. War bis 1947 wirksam.
Anmerkung 2 1950 werden erstmals seit 1929 wieder freie und demokratische Gemeinderatswahlen durchgeführt. 1945 waren die Bürgermeister und Gemeindevertreter von den Franzosen eingesetzt worden und 1947 hatte lediglich eine Anpassung an die Ergebnisse der Landtagswahlen stattgefunden.

### Wappen
Das Höchster Wappen wurde 1960 von der Vorarlberger Landesregierung verliehen und zeigt einen roten Sparren im silbernen Schild.

## Persönlichkeiten

### Söhne und Töchter der Gemeinde
- Ferdinand Schneider (* 1812 in Höchst; † 1875 in Höchst), Politiker, Abgeordneter zum Vorarlberger Landtag
- Robert Schneider (* 1868 in Höchst; † 1945 in Höchst), Landwirt, Politiker, Gemeindevorsteher und Abgeordneter zum Vorarlberger Landtag
- Emil Schneider (* 1883 in Höchst; † 1961), Unterrichtsminister der Republik Österreich (1922–1926)
- Oswald Schobel (* 1901 in Höchst; † 1980), Landesrat in der Vorarlberger Landesregierung (1954–1964)
- Klaus Ströbele (* 1903 in Höchst; † 1988), Architekt der Moderne
- Alfred Grass (* 1914 in Höchst; † 2003), Unternehmer und Gründer der Firma Grass (Unternehmen)
- Elwin Blum (* 1920 in Höchst; † 2002), Politiker und Unternehmer
- Julius Blum (* 1924 in Höchst; † 2006), Unternehmer und Gründer der Julius Blum GmbH
- Dietmar Gehrer (* 1955 in Höchst), der erste niedergelassene Tätowierer der Schweiz
- Helgar Wurzer (* 1958 in Höchst), Bezirkshauptmann von Dornbirn (2010–2021)
- Renato Wohllaib (* 1960 in Höchst), Sänger der Schlagergruppe Die Paldauer
- Harald Schneider (* 1965 in Höchst; † 2024), Bezirkshauptmann von Dornbirn (2021–2024)
- Ingmar Alge (* 1971 in Höchst), Maler
- Michael Lampert (* 1972 in Höchst), Eishockeyspieler, -trainer und -funktionär
- Magnus Brunner (* 1972 in Höchst), Politiker, Mitglied des Bundesrates (2009–2020), Staatssekretär im Bundesministerium für Klimaschutz, Umwelt, Energie, Mobilität, Innovation und Technologie (2020–2021), Finanzminister der Republik Österreich (2021–2024), EU-Kommissar für Inneres und Migration (seit 2024)

### Personen mit Bezug zur Gemeinde
- Herbert Sausgruber (* 1946 in Bregenz), Landeshauptmann von Vorarlberg (1997–2011); lebt in Höchst
- Ivo Brunner (* 1952 in Gaißau), Gründungsrektor der Pädagogischen Hochschule Vorarlberg; wohnt in Höchst
- Andreas Mihavecz (* 1960/1961), ein im Jahr 1979 für 17 Tage  im Kotter des Gemeindeamtes vergessener Häftling
- Robert Blum (* 1989), Abgeordneter zum Vorarlberger Landtag